# Strange (Celeste)
Strange is een nummer van de Britse zangeres Celeste uit 2019. Het is de eerste single van haar debuutalbum Not Your Muse.
"Strange" gaat over verliezen, over verloren vriendschappen en gebroken relaties. Ook reflecteert Celeste op het het verlies van haar vader, die op 49-jarige leeftijd 
aan longkanker overleed terwijl zij zelf 16 jaar was. Het nummer werd een bescheiden succesje in de Britse downloadlijst, waar het de 45e positie bereikte. In Nederland bereikte de plaat geen hitlijsten, terwijl het in de Vlaamse Ultratop 50 de 47e positie bereikte.